# Relaciones Azerbaiyán-Finlandia
Las relaciones Azerbaiyán-Finlandia (en azerí: Azərbaycan–Finlandiya münasibətləri) son las relaciones diplomáticas bilaterales entre la República de Azerbaiyán y la República de Azerbaiyán.

## Historia
El 30 de diciembre de 1991 la República de Finlandia reconoció la independencia de la República de Azerbaiyán. Las relaciones diplomáticas entre los dos países se establecieron el 24 de marzo de 1992.
El embajador de la República de Azerbaiyán en el Reino de Suecia tiene su sede en Estocolmo, estando acreditado también como Embajador en Finlandia.
Actualmente el jefe del Grupo de Trabajo sobre las relaciones interparlamentarias entre Azerbaiyán y Finlandia es Razi Nurullayev.

## Misiones diplomáticas no residentes
- Finlandia tiene una embajada en Bakú.
- Azerbaiyán tiene una embajada en Estocolmo.[4]